# Lalla Rookh (schip, 1853)
Lalla Rookh, aanvankelijk Radiant, was een Amerikaans, later Brits zeilschip. Het was in 1873 het eerste schip waarmee Hindoestaanse immigranten van Brits-Indië naar Suriname reisden.

## Radiant
Het schip werd in 1853 door Baker & Morrill gebouwd in Boston voor Baker en Merrill. Het was een klipper met een eikenhouten romp en met pijnboomhouten spanten. Het had een gewicht van 1318 ton, een lengte van 61 meter en een breedte van 12 meter. Het had een relatief grote diepgang, waardoor het later in 1873 niet direct bij Paramaribo kon aanmeren. Het schip was voorzien van luxe passagiersverblijven en onderkomens voor de bemanning zelf.
Het heette bij aflevering Radiant en maakte de eerste reis naar Californië, waarvoor het 134 dagen nodig had. De tweede reis ging van New York naar Australië. Het schip behield deze naam tot 1864 en had tot dat moment Boston als thuishaven.

## Lalla Rookh
In 1865 was de naam van het schip gewijzigd naar Lalla Rookh, met als registratienummer 41023 in Lloyd's Register. De naam is ontleend van de dochter van Aurangzeb, de heerser van het Mogolrijk van 1658 tot 1707. Zij wordt echter vooral herinnerd als de heldin in het gedicht Lalla Rookh uit 1817 van de Ierse schrijver Thomas Moore. De thuishaven van het schip werd verplaatst naar Calcutta in Brits-Indië en de eigenaar wisselde mettertijd als volgt:
- 1865: Calcutta Ship Company
- 1867: G.D. Galstann
- 1868: Marcar Gegory
- 1870: William S. Millard & William R. Willis
- 1875: Pestonjee Eduljee Guzfar
- 1879: Mirza Mohamed Ally

### Eerste migratie van Hindoestanen naar Suriname
In de eerste helft van de jaren 1870 had Lalla Rookh de Engelse eigenaar William S. Millard & William R. Willis. In 1873 maakte het schip een reis waardoor het de geschiedenis ingegaan is als het eerste dat Hindoestaanse migranten vervoerde van Brits-Indië naar Suriname. Enkele weken voorafgaand, op 10 februari 1872, was het traktaat bekrachtigd door koning Willem III van Nederland en koningin Victoria van het Verenigd Koninkrijk.
Die reis startte op 26 februari 1873 vanuit Calcutta (Garden Reach) en duurde 99 dagen voor het aan anker ging aan de monding van de Surinamerivier nabij het vuurschip. Het schip kwam aan op 5 juni 1873, deze datum wordt herdacht als Prawas Din (Hindoestaanse Immigratiedag). Lalla Rookh stond onder gezag van kapitein Gilliat. Het schip was overbezet en er was sprake van slechte voorzieningen en misstanden. Het vervolgde de reis hierna naar Demerary, Trinidad en Porto Plato (mogelijk Puerto Plata).
Van de 410 passagiers overleden onderweg 11. De 399 die de overtocht wel overleefden waren 279 mannen, 70 vrouwen, 32 jongens en 18 meisjes. Kort na aankomst overleed nog eens een twaalfde van de migranten. Anders dan bij latere overtochten werden de contractanten bij aankomst in Fort Nieuw-Amsterdam meteen verdeeld over enkele plantages. Tegen de achtergrond speelde dat Lalla Rookh te diep lag om de Surinamerivier op te kunnen varen tot aan Paramaribo. Latere migranten werden in het koeliedepot opgevangen.

## Trivia
- De namen van het Lalla Rookh Museum en het gebouwencomplex Lalla Rookh in Paramaribo herinneren aan dit schip.